# Özgür Uludag

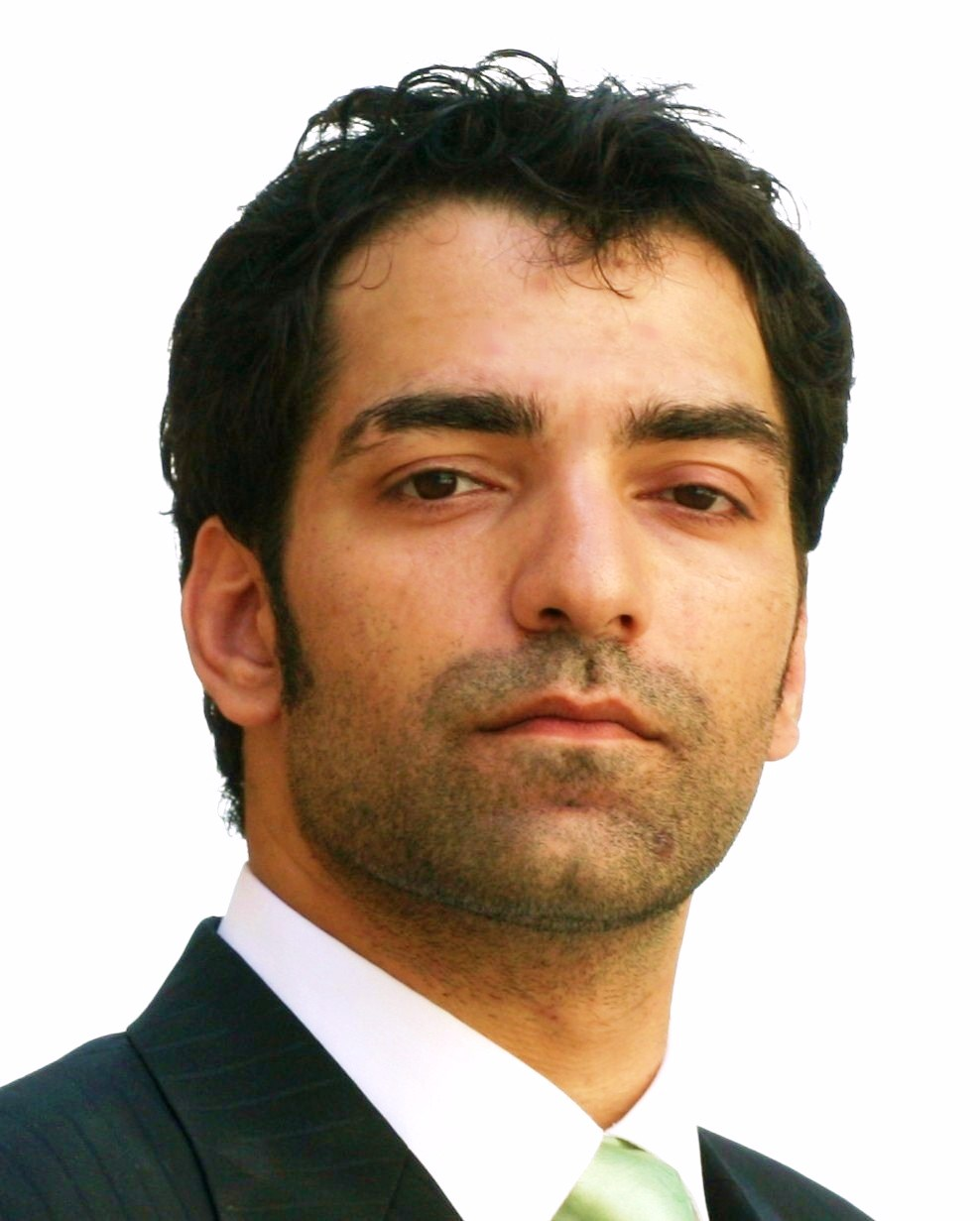
Özgür Uludag

Özgür Uludag (* 30. Januar 1976 in Hamburg) ist ein türkischstämmiger Journalist, Videojournalist und Autor.

## Leben
Özgür Uludag ist in Hamburg als Sohn von türkischen Arbeitsmigranten geboren.
Özgür Uludag hat 1997 sein Abitur bestanden und ist staatlich geprüfter kaufmännischer Assistent im Fremdsprachen-Sekretariat. Ab 1997 studierte er bei Gernot Rotter an der Universität Hamburg am Institut für Orientalistik Islamwissenschaften, Turkologie und am Institut für Sozialwissenschaften Politikwissenschaft, Philosophie und Migrationssoziologie. Abgeschlossen hat er sein Studium bei Sven Kalisch an der Westfälischen Wilhelms-Universität in Münster. Seit 2011 promoviert er bei Anja Pistor-Hatam und Uta Klein an der Christian-Albrechts-Universität zu Kiel zum Thema "Die Bestattung von Muslimen in Deutschland und die Entscheidungsfindungskriterien bei der Wahl des eigenen Grabes oder das der Angehörigen am Beispiel von Muslimen mit türkischen Wurzeln in Hamburg"".
Seit Dezember 2009 gehört er zu den Aktivisten des Hamburger Gängeviertels.
Er war Autor der Orient Zeitschrift "Zenith" und hatte 2010 mit einem 18-monatigem trimedialen Redaktionsvolontariat beim Norddeutschen Rundfunk (NDR) begonnen. Im Anschluss produzierte und drehte er Reportagen für die Redaktion Die Reportage beim NDR-Fernsehen und war an Produktionen des Zweiten Deutschen Fernsehens (ZDF) in den Redaktionen ZDF.zeit und ZDF.zoom beteiligt.
2014 wurde er für die ZDF-Dokumentation Riskante Reise – Europa und die Flüchtlingsströme für den Grimme-Preis in der Kategorie Information und Kultur und für den Marler Menschenrechtspreis – Fernsehen in der Kategorie Dokumentation Inland nominiert. Er hatte in Istanbul ein Schleppernetzwerk begleitet, deren Arbeitsweise aufgedeckt und die flüchtenden Menschen bis an die türkisch-europäische Grenze auf ihrer Flucht begleitet.
2015 produzierte er im Rahmen des Rudolf-Augstein-Stipendiums für das Theatertreffen an den Berliner Festspielen 2015 ein Videoblog mit Interviews und Beiträgen und erhielt das Richard Holbrooke Recherche-Stipendium, das vom "International Journalism Program" ausgelobt wird.
2018 wurde die multimediale Story "Eine Kirche wird Moschee" für einen Grimme-Online-Award in der Kategorie: Kultur und Unterhaltung nominiert. Der Beitrag handelt von der Umwidmung der Kapernaum Kirche in Hamburg-Horn in die Moschee "Masjid Al-Nour" des Islamischen Zentrums Hamburg.

## Nominierung und Stipendien
- 2014 Grimme-Preis in der Kategorie: Information und Kultur für die ZDF-Dokumentation "Riskante Reise – Europa und die Flüchtlingsströme"
- 2014 Amnesty International / Marler Menschenrechtspreis in der Kategorie: Dokumentation Inland
- 2015 Rudolf-Augstein Stipendium für Soziales, Journalismus und Kunst: Theatertreffenblog 2015 am Berliner Festspielhaus
- 2015 Richard-Holbrooke Recherche-Stipendium für Nah-Ost: Israel/Palästina
- 2018 Grimme-Online-Award in der Kategorie: Kultur und Unterhaltung für die Multimediale Story "Eine Kirche wird Moschee"

## Sonstiges
Er hatte im Deutschen Schauspielhaus Hamburg unter der Regie von Sebastian Hartmann (Biedermann und die Brandstifter – Max Frisch), Martin Kušej (Zur Schönen Aussicht – Ödön von Horváth) und Jürgen Gosch (Nachtasyl – Maxim Gorki) kurze Auftritte. Auch in den Kinoproduktionen "Soul Kitchen" (Fatih Akin), "Alles Lüge" (Heiko Schier) und "Marco W. – 247 Tage im türkischen Gefängnis" (Oliver Dommenget) hatte er Komparsenrollen.

## Publikationen

### Filme
- "Nachbar Türke" – 50 Jahre Gastarbeiter in Deutschland (45 min NDR 2011)
- "Algerien" – Warum es nicht zur Revolution kam? (30 min 2012)
- "Auf der Flucht vor Krieg"  von Syrien nach Europa (30 min 2012)
- "Auf der Flucht vor Armut" – Roma in Hamburg (30 min ARD 2013)
- "Riskante Reise" – Europa und die Flüchtlingsströme" (45 min ZDF 2014) (Memento vom 2. Juni 2016 im Internet Archive)
- "Zoff ums Kiffen" Wie Sinnvoll ist die Freigabe von Cannabis? (30 min ZDF 2015)
- "Tschüß Deutschland" – Zurück in die Türkei (30 min NDR 2016)

### Texte
- „Wir sind Profis“ Ein Cannabis-Dealer erzählt ZDF.Zoom
- Die Renaissance von Marihuana – Legal kiffen: Wunsch und Wirklichkeit ZDF.Heute
- Friedensprozess in der Türkei: „Der Kampf der Kurden hat sich gelohnt“ Spiegel Online
- Wenn der Hintergrund im Vordergrund steht  Nachtkritik
- Turguts letzte Reise Zenith – DIK (Deutsche Islam Konferenz)
- Letzte Ruhe – letzte Reise? DIK (Deutsche Ilsma Konferenz)